# Jealous One's Envy
Jealous One's Envy este al doilea album al lui Fat Joe, lansat în octombrie 1995.

## Ordinea pieselor
| #  | Titlu                                 | Producător(i)   | Cântăreț(i)                          |
| -- | ------------------------------------- | --------------- | ------------------------------------ |
| 1  | „Bronx Tales”                         | Diamond D       | Fat Joe KRS-One                      |
| 2  | „Success”                             | Domingo         | Fat Joe                              |
| 3  | „Envy”                                | L.E.S.          | Fat Joe                              |
| 4  | „Gangbanging Interlude”               |                 | *Interlude*                          |
| 5  | „Fat Joe's In Town”                   | L.E.S.          | Doo Wop Fat Joe                      |
| 6  | „Part Deux”                           | Domingo         | Fat Joe                              |
| 7  | „King NY”                             |                 | *Interlude*                          |
| 8  | „The Shit Is Real (DJ Premier Remix)” | DJ Premier      | Fat Joe                              |
| 9  | „Fat Joe's Way”                       |                 | *Interlude*                          |
| 10 | „Respect Mine”                        | Joe Fatal       | Fat Joe Raekwon                      |
| 11 | „Watch Out”                           | Diamond D       | Fat Joe Armageddon Big Pun Keith Nut |
| 12 | „Say Word”                            | Domingo         | Fat Joe                              |
| 13 | „Success (DJ Premier Remix)”          | DJ Premier      | Fat Joe                              |
| 14 | „Dedication”                          | Domingo Fat Joe | Fat Joe                              |
| 15 | „Bronx Keeps Creating It”             | Joe Fatal       | Fat Joe                              |

## Single-uri extrase din album
| Titlu     | Lansat             | Fața B                   |
| --------- | ------------------ | ------------------------ |
| „Success” | 1995               | "Part Deux"              |
| „Envy”    | 22 Octombrie, 1996 | „Firewater” feat Big Pun |

## Poziționarea albumului în topuri
| Anul | Album     | Poziția           | Poziția                | Poziția |
| Anul | Album     | The Billboard 200 | Top R&B/Hip Hop Albums |         |
| 1995 | Represent | #71               | #7                     |         |

## Poziția sigle-urilor în top
| Anul | Cântec    | Poziția           | Poziția                          | Poziția         |                                    |
| Anul | Cântec    | Billboard Hot 100 | Hot R&B/Hip-Hop Singles & Tracks | Hot Rap Singles | Hot Dance Music/Maxi-Singles Sales |
| 1995 | „Success” | -                 | -                                | -               | #20                                |
| 1995 | „Envy”    | #76               | #44                              | #8              | #13                                |